# Myiornis
Myiornis là một chi chim trong họ Tyrannidae.